# Théâtre municipal Jacques-Cœur
 (octobre 2024).
Si vous disposez d'ouvrages ou d'articles de référence ou si vous connaissez des sites web de qualité traitant du thème abordé ici, merci de compléter l'article en donnant les références utiles à sa vérifiabilité et en les liant à la section « Notes et références ».
Le théâtre municipal Jacques-Cœur est un théâtre situé à Bourges, dans le département du Cher, en région Centre-Val de Loire. Cet édifice emblématique, inauguré en 1860, tire son nom d'argentier du roi Charles VII, Jacques Cœur, natif de Bourges, et dont l'hôtel jouxte le théâtre. Le théâtre Jacques-Cœur est un haut lieu[réf. souhaitée] de la vie culturelle berruyère, et son histoire s'étend sur plusieurs siècles, mêlant l'héritage de l'ancien hôtel de Limoges et la construction de l'édifice actuel par l'architecte Gabriel Émile Alexis Bussière (1818-1903).

## Historique
Le théâtre Jacques-Cœur est lié à l’histoire du palais Jacques-Cœur et de l’hôtel de Limoges, édifices historiques situés dans le cœur de Bourges. Ce dernier, aujourd’hui disparu, fut construit au XVIe siècle et formait avec le palais un ensemble architectural important qui a évolué au fil des siècles. L'emplacement de ces édifices ne doit rien au hasard, puisqu'il viennent s'adosser sur l'ancienne enceinte gallo-romaine de Bourges. Profitant ainsi de l'existence préalable de ces maçonneries, ces constructions et leurs propriétaires affirmaient en fait surtout leur importance et leur pouvoir en s'installant auprès d'un élément tant symbolique. Aujourd'hui encore, on aperçoit nettement les vestiges des tours de défense gallo-romaines emprises au sein du palais Jacques Cœur et du théâtre attenant.
Après l’arrestation de Jacques Cœur, grand argentier du roi Charles VII, son palais est confisqué par le roi en 1451. Six ans plus tard, en 1457, il est restitué aux héritiers de Jacques Cœur. Son fils Geoffroy en prend possession, avant que son propre fils, Jacques Cœur II, ne le vende en 1501 à la famille Turpin. Un demi-siècle plus tard, en 1552, l'édifice passe aux mains de la famille de L'Aubespine, qui y réside pendant près de cent ans. C'est durant cette période, au début du XVIIe siècle, que Claude de L'Aubespine, évêque de Limoges, fait construire un nouvel hôtel attenant au palais, lequel prendra le nom d’hôtel de Limoges.
De 1629 à 1636, l’hôtel de Limoges et le palais Jacques Cœur sont habités respectivement par le prince de Condé et son frère, le prince de Conti, soulignant ainsi l’importance de cet ensemble architectural à l'époque. En 1679, l’édifice est acquis par Jean-Baptiste Colbert, ministre de Louis XIV, qui le conservera jusqu’en 1682, date à laquelle la municipalité de Bourges rachète le palais et l'hôtel.
En 1811, peu après la Révolution française, la municipalité installe en ces lieux les locaux de l'Hôtel de ville, tandis que le palais accueille des fonctions de tribunal (moment auquel il prend ce nom de "palais", remplaçant sa dénomination d'origine d'"Hôtel Jacques Cœur").
Un premier théâtre municipal avait été inauguré par le maire Calande de Clamecy le 24 novembre 1807, répondant ainsi à un besoin d'équipement culturel de la ville de Bourges. En 1856, le théâtre est détruit par un incendie et finalement reconstruit par l'architecte Gabriel Émile Alexis Bussière, à l'emplacement de l'hôtel de Limoges démoli en 1858. Il sera inauguré en 1860 et prendra au XXe siècle son nom actuel de "Théâtre Jacques-Cœur".
Le théâtre est le sujet de grands travaux de "rajeunissement" dans les années 1970 : ravalement des façades, remplacement des ouvertures du foyer par des portes en verre. 
Les façades et les toitures du théâtre, y compris la tour gallo-romaine, ainsi que le foyer du public, la grand salle et les couloirs de distribution existant entre ces espaces intérieurs sont inscrits au titre des monuments historiques par arrêté du 5 octobre 2004. 
En 2005, une autre campagne de travaux de restauration permet une remise à neuf et une modernisation des éléments intérieurs de la grande salle.
Des travaux de mise en accessibilité sont réalisés en 2015.

## Architecture
L'architecture du théâtre Jacques-Cœur est de style "à l'italienne", avec une salle en fer à cheval, des parquets en marqueterie et des vases à l'italienne.
La fosse de l'orchestre a été comblée dans les années 1960 à la suite d'un incendie.

## Programmation culturelle
Dans les années 1930, le théâtre accueille de nombreuses représentations des "revues" locales, menées par la figure de Roger Rabot, dit "Régor".
Le théâtre Jacques-Coeur est devenu le centre de l'Agence Culturelle de Bourges en 1996. Il propose une programmation culturelle très diverse: concerts, représentations théâtrales, spectacles de danse, etc.